# Autochtones d'Australie

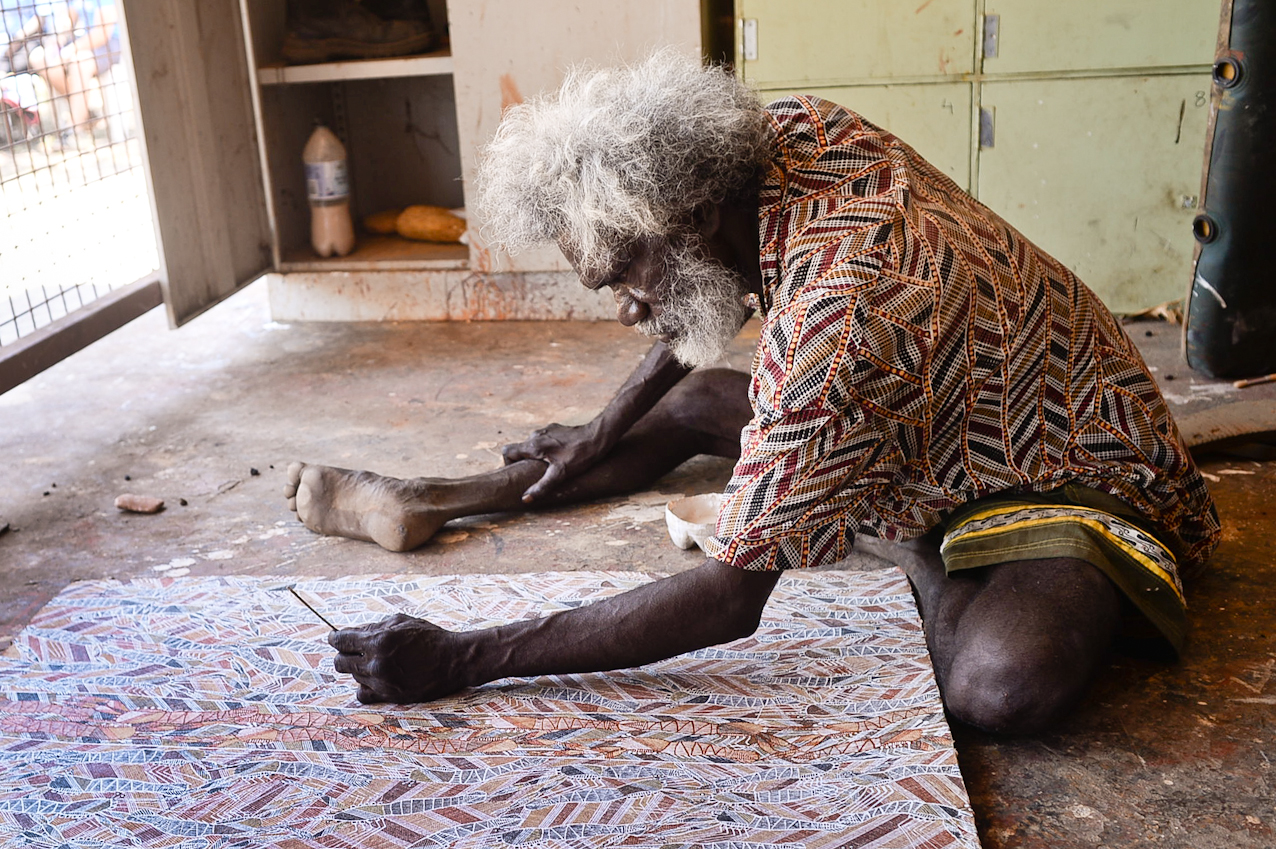
Aborigène travaillant sur une œuvre d'art.

Les autochtones d'Australie regroupent les premières populations qui peuplaient l'Australie avant l'arrivée des colons britanniques au XVIIIe siècle. Ils se composent de deux groupes :
- les Aborigènes d'Australie ;
- les Insulaires du détroit de Torrès.